# HD20308
HD20308 — хімічно пекулярна зоря спектрального класу A5, що має видиму зоряну величину в смузі V приблизно  8,6.
Вона  розташована на відстані близько 692,5 світлових років від Сонця.